# Groupe B des éliminatoires de la zone Europe de la Coupe du monde de football 2022
Navigation
Groupe A Groupe C
Le groupe B de la zone Europe des éliminatoires de la Coupe du monde de football 2022 est l'un des dix groupes de la zone Europe des éliminatoires de la Coupe du monde, tournoi pour décider quelles équipes se qualifieront pour la phase finale Coupe du monde de football 2022 au Qatar. Le groupe B se compose de cinq équipes : l'Espagne, la Suède, la Grèce, la Géorgie et le Kosovo. Les équipes s'affronteront à domicile et à l'extérieur dans un tournoi toutes rondes.
L'Espagne, vainqueur du groupe se qualifie directement pour la phase finale de la Coupe du monde, tandis que le deuxième, la Suède, accède aux barrages européens à douze équipes, dont trois gagneront leur place aux Mondial 2022.

## Classement
| Rang | Équipe  | Pts | J | G | N | P | Bp | Bc | Diff |  | Résultats (▼ dom., ► ext.) |     |     |     |     |     |
| ---- | ------- | --- | - | - | - | - | -- | -- | ---- |  | -------------------------- | --- | --- | --- | --- | --- |
| 1    | Espagne | 19  | 8 | 6 | 1 | 1 | 15 | 5  | +10  |  | Espagne                    |     | 1-0 | 1-1 | 4-0 | 3-1 |
| 2    | Suède   | 15  | 8 | 5 | 0 | 3 | 12 | 6  | +6   |  | Suède                      | 2-1 |     | 2-0 | 1-0 | 3-0 |
| 3    | Grèce   | 10  | 8 | 2 | 4 | 2 | 8  | 8  | 0    |  | Grèce                      | 0-1 | 2-1 |     | 1-1 | 1-1 |
| 4    | Géorgie | 7   | 8 | 2 | 1 | 5 | 6  | 12 | -6   |  | Géorgie                    | 1-2 | 2-0 | 0-2 |     | 0-1 |
| 5    | Kosovo  | 5   | 8 | 1 | 2 | 5 | 5  | 15 | -10  |  | Kosovo                     | 0-2 | 0-3 | 1-1 | 1-2 |     |

## Matchs
Le calendrier des rencontres a été confirmé par l'UEFA le 8 décembre 2020, le lendemain du tirage au sort,,. Les heures sont CET et CEST, selon la liste de l'UEFA (les heures locales, si différentes, sont entre parenthèses).
| 1re journée        | Espagne      | 1 - 1                         | Grèce                      | Nouveau stade de Los Cármenes, Grenade              |                                                     |
| 25 mars 2021 20h45 | Morata 33e   | (1 - 0)                       | 57e (pen.) Bakasétas       | Spectateurs : 0 (huis-clos) Arbitrage : Marco Guida | Spectateurs : 0 (huis-clos) Arbitrage : Marco Guida |
| 25 mars 2021 20h45 | Martínez 56e | Rapport (FIFA) Rapport (UEFA) | 81e Zeca · 83e Giakoumákis | Spectateurs : 0 (huis-clos) Arbitrage : Marco Guida | Spectateurs : 0 (huis-clos) Arbitrage : Marco Guida |

|                                                 | Suède                         | 1 - 0       | Géorgie | Friends Arena, Solna                                   |                                                        |
|                                                 | Claesson 35e                  | (1 - 0)     |         | Spectateurs : 0 (huis-clos) Arbitrage : Benoît Bastien | Spectateurs : 0 (huis-clos) Arbitrage : Benoît Bastien |
| Ibrahimović 54e · Olsson 58e · Augustinsson 64e | Rapport (FIFA) Rapport (UEFA) | 90+6e Dvali |         | Spectateurs : 0 (huis-clos) Arbitrage : Benoît Bastien | Spectateurs : 0 (huis-clos) Arbitrage : Benoît Bastien |

| 2e journée                 | Géorgie                          | 1 - 2                         | Espagne                 | Stade Boris-Paichadze, Tbilissi                |                                                |
| 28 mars 2021 18h00 (20h00) | Kvaratskhelia 43e                | (1 - 0)                       | 56e Torres · 90+2e Olmo | Spectateurs : 16 500 Arbitrage : Radu Petrescu | Spectateurs : 16 500 Arbitrage : Radu Petrescu |
| 28 mars 2021 18h00 (20h00) | Zivzivadze 19e · Shengelia 90+4e | Rapport (FIFA) Rapport (UEFA) | 6e Llorente · 13e Porro | Spectateurs : 16 500 Arbitrage : Radu Petrescu | Spectateurs : 16 500 Arbitrage : Radu Petrescu |

|       | Kosovo                                                                        | 0 - 3                         | Suède                                            | Stade de Fadil Vokrri, Pristina                      |                                                      |
| 20h45 |                                                                               | (0 - 2)                       | 12e Augustinsson · 35e Isak · 70e (pen.) Larsson | Spectateurs : 0 (huis-clos) Arbitrage : Tamás Bognár | Spectateurs : 0 (huis-clos) Arbitrage : Tamás Bognár |
| 20h45 | Muriqi 6e · H. Kryeziu 9e · Hadergjonaj 12e · Halimi 72e · Berisha 88e, 90+2e | Rapport (FIFA) Rapport (UEFA) | 27e Isak                                         | Spectateurs : 0 (huis-clos) Arbitrage : Tamás Bognár | Spectateurs : 0 (huis-clos) Arbitrage : Tamás Bognár |

| 3e journée         | Espagne                            | 3 - 1                         | Kosovo      | Stade olympique, Séville                             |                                                      |
| 31 mars 2021 20h45 | Olmo 34e · Torres 36e · Moreno 75e | (2 - 0)                       | 70e Halimi  | Spectateurs : 0 (huis-clos) Arbitrage : Jakob Kehlet | Spectateurs : 0 (huis-clos) Arbitrage : Jakob Kehlet |
| 31 mars 2021 20h45 |                                    | Rapport (FIFA) Rapport (UEFA) | 49e Kryeziu | Spectateurs : 0 (huis-clos) Arbitrage : Jakob Kehlet | Spectateurs : 0 (huis-clos) Arbitrage : Jakob Kehlet |

|               | Grèce                                                         | 1 - 1                         | Géorgie                                         | Stade de Toúmba, Thessalonique                           |                                                          |
| 20h45 (21h45) | Kakabadze 76e (csc)                                           | (0 - 0)                       | 78e Kvaratskhelia                               | Spectateurs : 0 (huis-clos) Arbitrage : Szymon Marciniak | Spectateurs : 0 (huis-clos) Arbitrage : Szymon Marciniak |
| 20h45 (21h45) | Fortoúnis 59e · Papadópoulos 67e · Giakoumákis 71e · Zeca 80e | Rapport (FIFA) Rapport (UEFA) | 15e Aburjania · 63e Kiteishvili · 90+1e Kankava | Spectateurs : 0 (huis-clos) Arbitrage : Szymon Marciniak | Spectateurs : 0 (huis-clos) Arbitrage : Szymon Marciniak |

| 4e journée                     | Géorgie                                     | 0 - 1                         | Kosovo                                        | Stade Batoumi, Batoumi                                                           |                                                                                  |
| 2 septembre 2021 18h00 (20h00) |                                             | (0 - 1)                       | 18e Muriqi                                    | Spectateurs : 122 Arbitrage : Mykola Balakin Arbitre vidéo : Yevhenii Aranovskiy | Spectateurs : 122 Arbitrage : Mykola Balakin Arbitre vidéo : Yevhenii Aranovskiy |
| 2 septembre 2021 18h00 (20h00) | Kashia 63e · Khocholava 77e · Chabradze 88e | Rapport (FIFA) Rapport (UEFA) | 25e Berisha · 63e Kastrati · 90+6e M. Kryeziu | Spectateurs : 122 Arbitrage : Mykola Balakin Arbitre vidéo : Yevhenii Aranovskiy | Spectateurs : 122 Arbitrage : Mykola Balakin Arbitre vidéo : Yevhenii Aranovskiy |

|       | Suède                       | 2 - 1                         | Espagne                 | Friends Arena, Solna                                                           |                                                                                |
| 20h45 | Isak 6e · Claesson 57e      | (1 - 1)                       | 5e Soler                | Spectateurs : 16 901 Arbitrage : Anthony Taylor Arbitre vidéo : Stuart Attwell | Spectateurs : 16 901 Arbitrage : Anthony Taylor Arbitre vidéo : Stuart Attwell |
| 20h45 | Kulusevski 34e · Krafth 52e | Rapport (FIFA) Rapport (UEFA) | 35e Alba · 40e Busquets | Spectateurs : 16 901 Arbitrage : Anthony Taylor Arbitre vidéo : Stuart Attwell | Spectateurs : 16 901 Arbitrage : Anthony Taylor Arbitre vidéo : Stuart Attwell |

| 5e journée             | Espagne                                         | 4 - 0                         | Géorgie                    | Estadio Nuevo Vivero, Badajoz                                              |                                                                            |
| 5 septembre 2021 20h45 | Gayà 14e · Soler 25e · Torres 41e · Sarabia 63e | (3 - 0)                       |                            | Spectateurs : 8 444 Arbitrage : Tiago Martins Arbitre vidéo : Luis Godinho | Spectateurs : 8 444 Arbitrage : Tiago Martins Arbitre vidéo : Luis Godinho |
| 5 septembre 2021 20h45 |                                                 | Rapport (FIFA) Rapport (UEFA) | 69e Kashia · 82e Chabradze | Spectateurs : 8 444 Arbitrage : Tiago Martins Arbitre vidéo : Luis Godinho | Spectateurs : 8 444 Arbitrage : Tiago Martins Arbitre vidéo : Luis Godinho |

|                                         | Kosovo                        | 1 - 1                          | Grèce          | Stade de Fadil Vokrri, Pristina                                                 |                                                                                 |
|                                         | Muriqi 90+2e                  | (0 - 1)                        | 45+2e Douvíkas | Spectateurs : 1 200 Arbitrage : François Letexier Arbitre vidéo : Willy Delajod | Spectateurs : 1 200 Arbitrage : François Letexier Arbitre vidéo : Willy Delajod |
| Kastrati 36e · Vojvoda 53e · Halimi 68e | Rapport (FIFA) Rapport (UEFA) | 6e Tzavéllas · 87e Vlachodímos |                | Spectateurs : 1 200 Arbitrage : François Letexier Arbitre vidéo : Willy Delajod | Spectateurs : 1 200 Arbitrage : François Letexier Arbitre vidéo : Willy Delajod |

| 6e journée             | Kosovo                        | 0 - 2   | Espagne                  | Stade de Fadil Vokrri, Pristina                                             |                                                                             |
| 8 septembre 2021 20h45 |                               | (0 - 1) | 32e Fornals · 90e Torres | Spectateurs : 1 200 Arbitrage : Bobby Madden Arbitre vidéo : Jarred Gillett | Spectateurs : 1 200 Arbitrage : Bobby Madden Arbitre vidéo : Jarred Gillett |
| 8 septembre 2021 20h45 | Rapport (FIFA) Rapport (UEFA) |         |                          | Spectateurs : 1 200 Arbitrage : Bobby Madden Arbitre vidéo : Jarred Gillett | Spectateurs : 1 200 Arbitrage : Bobby Madden Arbitre vidéo : Jarred Gillett |

|               | Grèce                           | 2 - 1                         | Suède                                    | Stade olympique, Athènes                                                         |                                                                                  |
| 20h45 (21h45) | Bakasétas 62e · Pavlídis 78e    | (0 - 0)                       | 80e Quaison                              | Spectateurs : 3 475 Arbitrage : Sergueï Karassiov Arbitre vidéo : Vitali Mechkov | Spectateurs : 3 475 Arbitrage : Sergueï Karassiov Arbitre vidéo : Vitali Mechkov |
| 20h45 (21h45) | Pavlídis 8e · Bouchalákis 45+3e | Rapport (FIFA) Rapport (UEFA) | 53e Claesson · 70e Helander · 89e Thelin | Spectateurs : 3 475 Arbitrage : Sergueï Karassiov Arbitre vidéo : Vitali Mechkov | Spectateurs : 3 475 Arbitrage : Sergueï Karassiov Arbitre vidéo : Vitali Mechkov |

| 7e journée           | Suède                                        | 3 - 0                         | Kosovo                                                  | Friends Arena, Solna                                                         |                                                                              |
| 9 octobre 2021 18h00 | Forsberg 29e (pen.) · Isak 62e · Quaison 79e | (1 - 0)                       |                                                         | Spectateurs : 44 213 Arbitrage : Marco Di Bello Arbitre vidéo : Paolo Valeri | Spectateurs : 44 213 Arbitrage : Marco Di Bello Arbitre vidéo : Paolo Valeri |
| 9 octobre 2021 18h00 | Danielson 37e · Ekdal 45+1e · Kulusevski 52e | Rapport (FIFA) Rapport (UEFA) | 21e Aliti · 28e Hadergjonaj · 32e Loshaj · 61e Drešević | Spectateurs : 44 213 Arbitrage : Marco Di Bello Arbitre vidéo : Paolo Valeri | Spectateurs : 44 213 Arbitrage : Marco Di Bello Arbitre vidéo : Paolo Valeri |

|               | Géorgie                                       | 0 - 2                         | Grèce                                                        | Stade Batoumi, Batoumi                                                                 |                                                                                        |
| 18h00 (20h00) |                                               | (0 - 0)                       | 90e (pen.) Bakasétas · 90+5e Pélkas                          | Spectateurs : 0 (huis-clos) Arbitrage : Donatas Rumšas Arbitre vidéo : Jochem Kamphuis | Spectateurs : 0 (huis-clos) Arbitrage : Donatas Rumšas Arbitre vidéo : Jochem Kamphuis |
| 18h00 (20h00) | Kankava 68e · Aburjania 71e · Giorbelidze 89e | Rapport (FIFA) Rapport (UEFA) | 6e Siopis · 68e Tzavéllas · 84e Androútsos · 90+1e Bakasétas | Spectateurs : 0 (huis-clos) Arbitrage : Donatas Rumšas Arbitre vidéo : Jochem Kamphuis | Spectateurs : 0 (huis-clos) Arbitrage : Donatas Rumšas Arbitre vidéo : Jochem Kamphuis |

| 8e journée            | Suède                          | 2 - 0                         | Grèce                                                  | Friends Arena, Solna                                                              |                                                                                   |
| 12 octobre 2021 20h45 | Forsberg 59e (pen.) · Isak 69e | (0 - 0)                       |                                                        | Spectateurs : 47 314 Arbitrage : Tobias Stieler Arbitre vidéo : Christian Dingert | Spectateurs : 47 314 Arbitrage : Tobias Stieler Arbitre vidéo : Christian Dingert |
| 12 octobre 2021 20h45 | Ekdal 61e · Svanberg 90e       | Rapport (FIFA) Rapport (UEFA) | 58e Mavropános · 61e Bakasétas · 76e, 86e Chatzidiákos | Spectateurs : 47 314 Arbitrage : Tobias Stieler Arbitre vidéo : Christian Dingert | Spectateurs : 47 314 Arbitrage : Tobias Stieler Arbitre vidéo : Christian Dingert |

|                                                              | Kosovo                        | 1 - 2                                                             | Géorgie                            | Stade de Fadil Vokrri, Pristina                                                     |                                                                                     |
|                                                              | Muriqi 45e (pen.)             | (1 - 1)                                                           | 11e Okriashvili · 82e Davitashvili | Spectateurs : 3 550 Arbitrage : Pawel Raczkowski Arbitre vidéo : Tomasz Kwiatkowski | Spectateurs : 3 550 Arbitrage : Pawel Raczkowski Arbitre vidéo : Tomasz Kwiatkowski |
| Drešević 19e · Rashani 32e · Rrahmani 90+3e · Kastrati 90+4e | Rapport (FIFA) Rapport (UEFA) | 32e Giorbelidze · 45+3e Okriashvili · 88e Chabradze · 90+3e Dvali |                                    | Spectateurs : 3 550 Arbitrage : Pawel Raczkowski Arbitre vidéo : Tomasz Kwiatkowski | Spectateurs : 3 550 Arbitrage : Pawel Raczkowski Arbitre vidéo : Tomasz Kwiatkowski |

| 9e journée                     | Géorgie                                    | 2 - 0                         | Suède       | Stade Batoumi, Batoumi                                                           |                                                                                  |
| 11 novembre 2021 18h00 (21h00) | Kvaratskhelia 61e 78e                      | (0 - 0)                       |             | Spectateurs : 6 800 Arbitrage : Serdar Gözübüyük Arbitre vidéo : Jochem Kamphuis | Spectateurs : 6 800 Arbitrage : Serdar Gözübüyük Arbitre vidéo : Jochem Kamphuis |
| 11 novembre 2021 18h00 (21h00) | Okriashvili 52e · Azarovi 55e · Kashia 90e | Rapport (FIFA) Rapport (UEFA) | 65e Nilsson | Spectateurs : 6 800 Arbitrage : Serdar Gözübüyük Arbitre vidéo : Jochem Kamphuis | Spectateurs : 6 800 Arbitrage : Serdar Gözübüyük Arbitre vidéo : Jochem Kamphuis |

|               | Grèce                                                    | 0 - 1                         | Espagne                    | Stade olympique, Athènes                                                            |                                                                                     |
| 20h45 (21h45) |                                                          | (0 - 1)                       | 26e (pen.) Sarabia         | Spectateurs : 7 825 Arbitrage : Szymon Marciniak Arbitre vidéo : Tomasz Kwiatkowski | Spectateurs : 7 825 Arbitrage : Szymon Marciniak Arbitre vidéo : Tomasz Kwiatkowski |
| 20h45 (21h45) | Siopis 33e · Tsimíkas 55e · Goútas 59e · Tzavéllas 90+3e | Rapport (FIFA) Rapport (UEFA) | 48e Sarabia · 79e Carvajal | Spectateurs : 7 825 Arbitrage : Szymon Marciniak Arbitre vidéo : Tomasz Kwiatkowski | Spectateurs : 7 825 Arbitrage : Szymon Marciniak Arbitre vidéo : Tomasz Kwiatkowski |

| 10e journée            | Espagne      | 1 - 0                         | Suède      | Stade olympique, Séville                                                 |                                                                          |
| 14 novembre 2021 20h45 | Morata 86e   | (0 - 0)                       |            | Spectateurs : 51 844 Arbitrage : Felix Brych Arbitre vidéo : Marco Fritz | Spectateurs : 51 844 Arbitrage : Felix Brych Arbitre vidéo : Marco Fritz |
| 14 novembre 2021 20h45 | Méndez 90+1e | Rapport (FIFA) Rapport (UEFA) | 77e Krafth | Spectateurs : 51 844 Arbitrage : Felix Brych Arbitre vidéo : Marco Fritz | Spectateurs : 51 844 Arbitrage : Felix Brych Arbitre vidéo : Marco Fritz |

|               | Grèce        | 1 - 1                         | Kosovo                 | Stade olympique, Athènes                                                        |                                                                                 |
| 20h45 (21h45) | Masoúras 44e | (1 - 0)                       | 76e Rrahmani           | Spectateurs : 1 388 Arbitrage : Aleksei Kulbakov Arbitre vidéo : Sergei Karasev | Spectateurs : 1 388 Arbitrage : Aleksei Kulbakov Arbitre vidéo : Sergei Karasev |
| 20h45 (21h45) |              | Rapport (FIFA) Rapport (UEFA) | 29e Shala · 57e Muriqi | Spectateurs : 1 388 Arbitrage : Aleksei Kulbakov Arbitre vidéo : Sergei Karasev | Spectateurs : 1 388 Arbitrage : Aleksei Kulbakov Arbitre vidéo : Sergei Karasev |

## Buteurs
| Position | Joueur        | Pays    | Buts |
| -------- | ------------- | ------- | ---- |
| 1        | Torres        | Espagne | 2    |
| 1        | Olmo          | Espagne | 2    |
| 1        | Kvaratskhelia | Géorgie | 2    |
| 2        | Morata        | Espagne | 1    |
| 2        | Moreno        | Espagne | 1    |
| 2        | Bakasétas     | Grèce   | 1    |
| 2        | Claesson      | Suède   | 1    |
| 2        | Augustinsson  | Suède   | 1    |
| 2        | Isak          | Suède   | 1    |
| 2        | Larsson       | Suède   | 1    |
| 2        | Halimi (en)   | Kosovo  | 1    |

CSC
| Position | Joueur    | Pays    | CSC |
| -------- | --------- | ------- | --- |
| 1        | Kakabadze | Géorgie | 1   |

## Discipline
Un joueur est automatiquement suspendu pour le match suivant:
- S'il cumule deux avertissements (cartons jaunes) lors de deux matchs différents.
- S'il se voit décerner une exclusion de terrain (carton rouge). 
  - En cas d’infraction grave, l’Instance de contrôle, d’éthique et de discipline de l'UEFA est habilitée à aggraver la sanction, y compris en l'étendant à d'autres compétitions.

| Joueurs               | Cartons                                                                                      | Suspensions                                                                          |
| --------------------- | -------------------------------------------------------------------------------------------- | ------------------------------------------------------------------------------------ |
| Pantelís Chatzidiákos | 6e journée de Ligue des nations, contre Slovénie (18 novembre 2020)                          | 1re journée, contre Géorgie (25 mars 2021)                                           |
| Pantelís Chatzidiákos | 8e journée, contre Suède (12 octobre 2021)                                                   | 9e journée, contre Espagne (11 novembre 2021)                                        |
| Ibrahim Drešević      | 6e journée de Ligue des nations, contre Moldavie (18 novembre 2020)                          | 2e journée, contre Suède (28 mars 2021)                                              |
| Ibrahim Drešević      | 7e journée, contre Suède (9 octobre 2021) · 8e journée, contre Géorgie (12 octobre 2021)     | 10e journée, contre Grèce (14 novembre 2021)                                         |
| Levan Shengelia       | 2e journée, contre Espagne (28 mars 2021)                                                    | 3e journée, contre Grèce (31 mars 2021) 4e journée, contre Kosovo (2 septembre 2021) |
| Bernard Berisha       | 2e journée, contre Suède (28 mars 2021)                                                      | 3e journée, contre Espagne (31 mars 2021)                                            |
| Hekuran Kryeziu       | 2e journée, contre Suède (28 mars 2021) · 3e journée, contre Espagne (31 mars 2021)          | 4e journée, contre Géorgie (2 septembre 2021)                                        |
| Marcus Danielson      | 1/8 de finale de l'Euro 2020, contre Ukraine (29 juin 2021)                                  | 4e journée, contre Espagne (2 septembre 2021)                                        |
| Giórgos Giakoumákis   | 1re journée, contre Espagne (25 mars 2021) · 3e journée, contre Géorgie (31 mars 2021)       | 5e journée, contre Kosovo (5 septembre 2021)                                         |
| Zeca                  | 1re journée, contre Espagne (25 mars 2021) · 3e journée, contre Géorgie (31 mars 2021)       | 5e journée, contre Kosovo (5 septembre 2021)                                         |
| Besar Halimi          | 2e journée, contre Suède (28 mars 2021) · 5e journée, contre Grèce (5 septembre 2021)        | 6e journée, contre Espagne (8 septembre 2021)                                        |
| Lirim Kastrati        | 4e journée, contre Géorgie (2 septembre 2021) · 5e journée, contre Grèce (5 septembre 2021)  | 6e journée, contre Espagne (8 septembre 2021)                                        |
| Grigol Chabradze      | 4e journée, contre Kosovo (2 septembre 2021) · 5e journée, contre Espagne (5 septembre 2021) | 7e journée, contre Grèce (9 octobre 2021)                                            |
| Guram Kashia          | 4e journée, contre Kosovo (2 septembre 2021) · 5e journée, contre Espagne (5 septembre 2021) | 7e journée, contre Grèce (9 octobre 2021)                                            |
| Dejan Kulusevski      | 4e journée, contre Espagne (2 septembre 2021) · 7e journée, contre Kosovo (9 octobre 2021)   | 8e journée, contre Grèce (12 octobre 2021)                                           |
| Florent Hadergjonaj   | 2e journée, contre Suède (28 mars 2021) · 7e journée, contre Suède (9 octobre 2021)          | 8e journée, contre Géorgie (12 octobre 2021)                                         |
| Giorgi Aburjania      | 3e journée, contre Grèce (31 mars 2021) · 7e journée, contre Suède (9 octobre 2021)          | 8e journée, contre Kosovo (12 octobre 2021)                                          |
| Jaba Kankava          | 3e journée, contre Grèce (31 mars 2021) · 7e journée, contre Suède (9 octobre 2021)          | 8e journée, contre Kosovo (12 octobre 2021)                                          |
| Georgios Tzavellas    | 5e journée, contre Kosovo (5 septembre 2021) · 7e journée, contre Géorgie (9 octobre 2021)   | 8e journée, contre Suède (12 octobre 2021)                                           |
| Lasha Dvali           | 1re journée, contre Suède (25 mars 2021) · 8e journée, contre Kosovo (12 octobre 2021)       | 9e journée, contre Suède (11 novembre 2021)                                          |
| Guram Giorbelidze     | 7e journée, contre Grèce (9 octobre 2021) · 8e journée, contre Kosovo (12 octobre 2021)      | 9e journée, contre Suède (11 novembre 2021)                                          |
| Albin Ekdal           | 7e journée, contre Kosovo (9 octobre 2021) · 8e journée, contre Grèce (12 octobre 2021)      | 9e journée, contre Géorgie (11 novembre 2021)                                        |
| Manolis Siopis        | 7e journée, contre Géorgie (9 octobre 2021) · 9e journée, contre Espagne (11 novembre 2021)  | 10e journée, contre Suède (14 novembre 2021)                                         |